# Kornya Zsolt
Kornya Zsolt, írói neve: Raoul Renier (ejtsd: raul rönyié) író, szerkesztő, műfordító a magyar fantasy és dark fantasy irodalom ismert alakja. 
Aktívan támogatta a hazai szerepjátékok terjesztését. A Rúna fantasy magazin volt szerkesztője. A jelen korral elégedetlen élet kritikus. Büszkén vállalta nyilatkozataiban, hogy nincs tulajdonában kocsi és televízió. Számos tanulmányt írt az emberi kultúra és az emberi műveltség történetéről, megmutatva a maga valódi nyers voltát. A vallást kritikával szemléli. Egyéb nyelvek mellett a latinban és az ógörögben is járatos, továbbá tagja egy lovagrendnek.

## Élete
Már kiskorában Mallory és Tolkien regényeket olvasott, amelyek meghatározták érdeklődési körét. 1984-ben egy könyvesboltban megveszi Fighting Fantasy könyvek egyik példányát, amely arra készteti, hogy megtanuljon angolul. Majd megszerzi a könyvsorozathoz tartozó szerepjátékkönyvet is, ami felkelti érdeklődését a téma iránt. Később sikerül néhány D&D (Monster Manual) szerepjáték szabály könyvet is beszereznie, így jobban belemerül a témába. A komolyabb fantasy irodalom szegényes választéka arra készteti, hogy németül is megtanuljon, majd a spanyol és francia nyelv alapjait is elsajátítja. 
1986-ban elkészíti első novellafordításait, amiket maga sokszorosít és terjeszt. Debrecenben már tinédzser korában találkozik Nemes Istvánnal, aki külföldi fantasy könyvek fordításával foglalkozik. Ráveszi, hogy vegyen részt egy hazai szerepjáték kampányban, Nemes pedig a regény írás ötletét veti fel, akkor még saját szórakoztatásukra. 1989-ben érettségizik. 
Klasszika-filológiát hallgatott a Debreceni Kossuth Lajos Tudományegyetemen, de nem fejezheti be. Fordításai közül Tanith Lee: Útitársak megjelent az első magyar fantasy könyvek a Griff sorozatban, amely felett Trethon Judit bábáskodott. 1993-ban Novák Csanád és Gáspár András által alapított Valhalla könyvkiadónál megjelenik H. P. Lovecraft:Chtulhu hívása fordítása. Ezután szorosan együtt működik a kiadóval, majd az általuk fejlesztett magyar szerepjáték M.A.G.U.S.-sal is. Egyre komolyabban érdeklődik a dark fantasy irányzat felé.
Mielőtt megírta volna első regényét piaci okokból szükségszerű volt egy írói álnév választása. Dacból az amerikai dömping ellen kanadai-francia nevet választ egy éppen akkor játszott szerepjáték karakter alapján. A kiadóval szükségből sokáig fenntartják a látszatot, hogy Raoul Renier egy québeci francia úriember. Ma már inkább azonosítja önmagát a választott nevével, mint a polgárival. Első regényei alapját a M.A.G.U.S. fantázia világa adta. Megfontoltan, anyagot gyűjtve, lassan írja regényeit. Emiatt előfordult, hogy egy regényciklus utolsó részét már nem fejezte be, mert addigra életszemlélete olyan irányban változott, hogy nem tudott azonosulni a főszereplővel. Kritizálja Tolkient és olyan szerepjáték regényírókat, mint R.A. Salvatore. Időközben a M.A.G.U.S. több tulajdonosváltáson ment keresztül végül a Delta Vision-höz került. 2011-ben Kornya bejelenti, hogy huzamosabb időre felfüggeszti a M.A.G.U.S. témájú regények írását.
Ma is aktív író és fordító.

## Művei és fordításai
- Raoul Renier néven publikált regények:
  - Acél és Oroszlán (1994) – Valhalla Páholy, M.A.G.U.S.
  - Korona és kehely (1995) – Valhalla Páholy, M.A.G.U.S.
  - A hitehagyott (1996) – Valhalla Páholy
  - A kárhozott (1997) – Valhalla Páholy
  - Pokol (1999) – Valhalla Páholy, M.A.G.U.S.
  - A vér városa (2000) – Valhalla Páholy
  - A kívülálló (2001) – Valhalla Páholy
  - Setét álmok (2003) – Dolmen Könyvkiadó
  - A vér öröksége (2003) – Cherubion Könyvkiadó
  - Éjfél kapitány (2003) – Dolmen Könyvkiadó
  - Az exorcista (2010) – Delta Vision
  - Árnyak könyve (2011) – Delta Vision, M.A.G.U.S.
  - Sötét álmok; Delta Vision, Bp., 2012 (Delta Vision exkluzív)
- Nem publikált regények:
  - Sáskagyermek – M.A.G.U.S.
  - Rabszolgavér (A Pokol publikálatlan folytatása) – M.A.G.U.S.
- Fordításai (az évszám a magyar megjelenést jelöli): 
  - Robert E. Howard: Conan, a barbár (1989) – Csokonai Kiadóvállalat, Főnix Fantasztikus Könyvek, (Közreműködik több fordítóval).
  - Robert E. Howard: Árnykirályok (1992) – Cherubion Könyvkiadó
  - Marylyle Rogers: Hajnalének (1992) – Hajja & Fiai
  - Ian Watson: Inkvizítor (1992) – Valhalla Páholy
  - Frank Herbert: Védett nők – A fehér pestis (1993) – Valhalla Páholy
  - Frank Herbert: Dűne gyermekei (1993) – Valhalla Páholy
  - Colin Wilson: Életerő (1994) – Valhalla Páholy
  - Bill Smith: Star Wars: A szerepjáték (1994) – Valhalla Páholy
  - William Gibson: Mona Lisa Overdrive – (A Spawl-trilógia harmadik kötete.) (1994) – Valhalla Páholy
  - Paul B. Thomson: Tüske és tű (1994) – LAP-ICS Könyvkiadó
  - Poul Anderson: A törött kard (1994) – Cherubion Könyvkiadó
  - Richard Awlinson: Az Árnyasvölgy-trilógia (1995) Forgotten Realms – Neotek Kft.
  - Robert E. Howard: Hősök kora (1997) Valhalla Holding Kft.
  - Terry Pratchett: A mágia színe (2001) – Cherubion Könyvkiadó, (Közreműködik Nemes Istvánnal).
  - George R. R. Martin: Lázálom (2002) – Szukits Könyvkiadó, Valhalla Páholy, Árkádia kiadóház
  - Howard Phillips Lovecraft összes művei I. (2003) – Szukits Könyvkiadó, (Közreműködik több fordítóval).
  - Howard Phillips Lovecraft összes művei II. (2003) – Szukits Könyvkiadó, (Közreműködik több fordítóval).
  - Ian Watson teljes Warhammer 40 000 univerzuma (2003) – Szukits Könyvkiadó, (Közreműködik Szántai Zsolttal).
  - Robert E. Howard összes Conan története I. (2004) – Szukits Könyvkiadó, (Közreműködik több fordítóval).
  - Howard Phillips Lovecraft összes művei III. (2005) – Szukits Könyvkiadó, (Közreműködik több fordítóval).
  - Robert E. Howard: Kull király és az ősök (2011) – Delta Vision, (Közreműködik több fordítóval).
  - Montague Rhodes James: Szellemjárás Angliában (2011) – Delta Vision, (Közreműködik több fordítóval).
  - Robert E. Howard: Bran Mak Morn és a piktek (2011) – Delta Vision, (Közreműködik több fordítóval).
  - Sir Arthur Conan Doyle: Jobb nem firtatni (2011) – Delta Vision, (Közreműködik több fordítóval).
  - Jack London: Kóbor csillag (2011) – Delta Vision

## Külső hivatkozások
- Kornya Zsolt fordítások
- Kornya Zsolt interjú a fordításokról
- MAGUS Sfportal interjú